# Eupithecia pretansata
Eupithecia pretansata är en fjärilsart som beskrevs av Grossbeck 1908. Eupithecia pretansata ingår i släktet Eupithecia och familjen mätare. Inga underarter finns listade i Catalogue of Life.